# The Getaway (álbum)
The Getaway é o décimo primeiro álbum de estúdio lançado pela banda americana de rock Red Hot Chili Peppers em 17 de junho de 2016 pela Warner Bros. Records. Foi o primeiro álbum da banda produzido por Danger Mouse, fazendo deste seu primeiro álbum desde Blood Sugar Sex Magik (1991) a não ser produzido por Rick Rubin. Foi, também, o último álbum da banda com Josh Klinghoffer na guitarra, já que o antigo guitarrista do Red Hot Chili Peppers, John Frusciante, retornou ao grupo no final de 2019.

## Faixas
Todas as músicas por, Anthony Kiedis,  Josh Klinghoffer, Flea e Chad Smith, exceto onde notado.
| N.º            | Título                    | Compositor(es)                                              | Duração |  |
| 1.             | "The Getaway"             | Kiedis; Klinghoffer; Flea; Smith; Brian Burton              | 4:10    |  |
| 2.             | "Dark Necessities"        | Kiedis; Klinghoffer; Flea; Smith; Burton                    | 5:02    |  |
| 3.             | "We Turn Red"             | Kiedis; Klinghoffer; Flea; Smith; Burton                    | 3:20    |  |
| 4.             | "The Longest Wave"        |                                                             | 3:32    |  |
| 5.             | "Goodbye Angels"          |                                                             | 4:28    |  |
| 6.             | "Sick Love"               | Kiedis; Klinghoffer; Flea; Smith; Elton John; Bernie Taupin | 3:41    |  |
| 7.             | "Go Robot"                |                                                             | 4:24    |  |
| 8.             | "Feasting on the Flowers" | Kiedis; Klinghoffer; Flea; Smith; Burton                    | 3:23    |  |
| 9.             | "Detroit"                 |                                                             | 3:46    |  |
| 10.            | "This Ticonderoga"        |                                                             | 3:34    |  |
| 11.            | "Encore"                  |                                                             | 4:14    |  |
| 12.            | "The Hunter"              | Kiedis; Klinghoffer; Flea; Smith; Burton                    | 4:00    |  |
| 13.            | "Dreams Of a Samurai"     |                                                             | 6:09    |  |
| Duração total: | Duração total:            | Duração total:                                              | 53:43   |  |

| Críticas profissionais | Críticas profissionais |
| Pontuações agregadas   | Pontuações agregadas   |
| Fonte                  | Avaliação              |
| ---------------------- | ---------------------- |
| Metacritic             | 66/100                 |
| Avaliações da crítica  |                        |
| Fonte                  | Avaliação              |
| Rolling Stone          | [ 10 ]                 |
| Clash                  | [ 11 ]                 |
| Classic Rock           | [ 12 ]                 |
| Rock Sound             | 8/10                   |
| The Independent        | [ 14 ]                 |
| The Guardian           | [ 1 ]                  |
| NME                    | [ 15 ]                 |
| Pitchfork Media        | 9/10                   |

## Créditos
Red Hot Chili Peppers
- Flea — baixo (exceto na canção "The Hunter"), piano
- Anthony Kiedis — vocais
- Josh Klinghoffer — guitarras, teclados, baixo na canção " The Hunter " e vocais de apoio
- Chad Smith — bateria
- Elton John - piano em Sick Love
- Anna Waronker - vocais de apoio em The Getaway
- Mauro Refosco - percussão

Produção
- Danger Mouse — produção
- Nigel Godrich — engenharia de mixagem

Adicional
- Kevin Peterson — direção de arte

## Tabelas musicais
| Paradas (2016)                          | Melhor posição |
| --------------------------------------- | -------------- |
| Austrália (ARIA)                        | 1              |
| Áustria (Ö3 Austria Top 40)             | 1              |
| Bélgica (Ultratop Flandres)             | 1              |
| Bélgica (Ultratop Valônia)              | 1              |
| Canadá (Billboard)                      | 1              |
| Dinamarca (Hitlisten)                   | 6              |
| Países Baixos (Dutch Charts)            | 1              |
| Finlândia (Suomen virallinen lista)     | 2              |
| França (SNEP)                           | 3              |
| Alemanha (Offizielle Deutsche Charts)   | 2              |
| Reino Unido (IFPI)                      | 8              |
| Hungria (MAHASZ)                        | 1              |
| Irlanda (IRMA)                          | 1              |
| Itália (FIMI)                           | 1              |
| Nova Zelândia (RMNZ)                    | 1              |
| Noruega (VG-lista)                      | 4              |
| Polónia (ZPAV)                          | 2              |
| Portugal (AFP)                          | 1              |
| Espanha (PROMUSICAE)                    | 3              |
| Suécia (Sverigetopplistan)              | 4              |
| Suíça (Schweizer Hitparade)             | 1              |
| Reino Unido (Official Albums Chart)     | 2              |
| Reino Unido (OCC)                       | 2              |
| Estados Unidos (Billboard 200)          | 2              |
| Estados Unidos (Top Alternative Albums) | 1              |
| Estados Unidos (Top Rock Albums)        | 1              |

## Certificações
| País                  | Certificação | Vendas  |
| --------------------- | ------------ | ------- |
| Alemanha (BVMI)       | Ouro         | 100.000 |
| Áustria (IFPI)        | Ouro         | 7.500   |
| Canadá (Music Canada) | Ouro         | 40.000  |
| Estados Unidos (RIAA) | Ouro         | 500.000 |
| França (SNEP)         | Ouro         | 50.000  |
| Holanda (NVPI)        | Ouro         | 20.000  |
| Hungria (MAHASZ)      | Platina      | 2.000   |
| Itália (FIMI)         | Platina      | 25.000  |
| Polônia (ZPAV)        | Platina      | 20.000  |
| Reino Unido (BPI)     | Ouro         | 10.000  |
| Suíça (IFPI)          | Ouro         | 10.000  |